# Rise (televisieserie)
Rise is een Amerikaans muzikaal tienerdrama dat van maart tot en met mei 2018 werd uitgezonden door het Amerikaanse televisiestation NBC. Er werd één seizoen van tien afleveringen geproduceerd, in mei 2018 werd de serie door NBC stopgezet.

## Verhaal
De serie is gebaseerd op het boek Drama High uit 2013 van Michael Sokolove en volgt Lou "Mr. Mazzu"  Mazzuchelli, een leraar Engels op Stanton High die het schooltheater nieuw leven wil inblazen. Hij neemt de Stanton Drama Club over en is van plan de musical Spring Awakening op te voeren, gebaseerd op het gelijknamige toneelstuk van Frank Wedekind.

## Rolverdeling

### Hoofdrollen
| Acteur             | Personage                   |
| ------------------ | --------------------------- |
| Josh Radnor        | Lou "Mr. Mazzu" Mazzuchelli |
| Marley Shelton     | Gail Mazzuchelli            |
| Rosie Perez        | Tracey Wolfe                |
| Auli'i Cravalho    | Lilette Suarez              |
| Damon J. Gillespie | Robbie Thorne               |
| Shirley Rumierk    | Vanessa Suarez              |
| Joe Tippett        | coach Sam Strickland        |
| Ted Sutherland     | Simon Saunders              |
| Amy Forsyth        | Gwen Strickland             |
| Rarmian Newton     | Maashous Evers              |
| Casey Johnson      | Gordy Mazzuchelli           |
| Taylor Richardson  | Kaitlin Mazzuchelli         |

### Bijrollen
| Acteur          | Personage         |
| --------------- | ----------------- |
| Shannon Purser  | Annabelle Bowman  |
| Jennifer Ferrin | Denise Strickland |

## Afleveringen
1. Pilot
2. Most of all to Dream
3. What Flowers May Bloom
4. Victory Party
5. We've All Got Our Junk
6. Bring Me Stanton
7. This Will God Willing Get Better
8. The Petition
9. Totally Hosed
10. Opening Night